# 萧涤非
萧涤非（1907年1月11日—1991年4月15日），也写作肖涤非，原名萧忠临，男，江西临川人，中国文学研究家，專長是中国文学史、杜詩研究。

## 生平
1907年生于江西临川县（今抚州市临川区）茶溪村一个穷秀才家，排行老三。从小即随长兄辗转外地。1920年由开封北仓小学考入开封留美预备学校，两年后转入南昌心远中学。1926年由南京江苏省立第一中学同时考取清华、东南大学，入清华大学中文系。1930年大学毕业后免试进入清华大学研究院，于1933年毕业。经黄节推荐，到青岛山东大学任中文系讲师。1936年秋被山大解聘，离青时与黄兼芬（李烈钧的外甥女）结婚。随即转任四川大学讲师，1941年因拒绝参加国民党被解聘。得余冠英、黄玉佳相助，赴昆明西南联合大学任副教授、教授。
1947年重返山东大学任教授。1951年到华北人民革命大学学习。1952年加入中国民主同盟。1961年至1963年与游国恩、王起、季镇淮、费振刚共同主编《中国文学史》。1964年当选为第三届全国人民代表大会代表。
“文革”中被诬为“反动学术权威”。1978年当选为第五届全国政协委员。1983年当选为第六届全国政协委员。
1991年逝世。

## 著作
- . 中国文化服务社. 1944.（1984年人民文学出版社修订再版）
- . 作家出版社. 1956.
- . 山东人民出版社. 1959.
- . 山东人民出版社. 1959.
- . 人民文学出版社. 1979.
- . 齐鲁书社. 1985.
- . 人民文学出版社. 1963.（主编之一）
- . 中华书局上海编辑所. 1959.（校点，1981年上海古籍出版社再版与人合作之重校本）